# Ryohei Yamazaki
Ryohei Yamazaki (山崎 亮平, Yamazaki Ryohei) est un footballeur japonais né le 14 mars 1989 à Minamiuonuma. Il est attaquant.

## Biographie
Ryohei Yamazaki commence sa carrière professionnelle au Júbilo Iwata. Il remporte la Coupe de la Ligue japonaise en 2010 avec ce club.

## Palmarès
- Vainqueur des Jeux asiatiques de 2010 avec le Japon
- Vainqueur de la Coupe de la Ligue japonaise en 2010 avec le Júbilo Iwata